# Enrique Jiménez Corominas
Enrique Jiménez Corominas (Valladolid, 3 de septiembre de 1969) es un historietista e ilustrador español.

## Biografía
Corominas descubrió el cómic a través de la revista "Creepy", sintiéndose enseguida fascinado por autores como Bernie Wrightson y Richard Corben.
En 1986, ganó el concurso organizado por la revista "Zona 84" para dibujantes noveles, a raíz del cual fue contratado por Josep Toutain. Tras varias historietas cortas, creó la serie Tragaldabas para la propia "Creepy" en 1989. Con los guiones de Jaime Vane y Jorge Zentner realizó Cuando tus pies París (1992) e Historias del circo (1993), respectivamente.
Posteriormente se ha centrado en el campo de la ilustración y el guion gráfico. Destacan sus portadas para novelas de ciencia ficción de las editoriales Gigamesh, Integral y Minotauro. 
Realizó Eye Gray en 1999 para la Línea Laberinto de Editorial Planeta.
Desde 2002 se encarga de ilustrar la edición española de la saga Canción de hielo y fuego del autor estadounidense George R. R. Martin, publicada por Ediciones Gigamesh. 
Para el mercado francés, comenzó el cómic Dontar en 2004, pero la serie quedó inconclusa. 
En 2011 salió a la venta en el mercado francés su nueva historieta, Dorian Gray, que adapta al cómic la novela El retrato de Dorian Gray de Oscar Wilde, y al año siguiente fue publicada en castellano por Diábolo Ediciones.
En la actualidad vive en Cangas de Onís, Asturias.

## Estilo
Corominas se considera a sí mismo un dibujante inseguro, muy amante del detalle. En opinión del teórico Jesús Cuadrado, Corominas es un historietista de gran riqueza visual y muy inquieto en la búsqueda narrativa. Una de sus grandes influencias es Bernie Wrightson.

## Obra

### Historieta
| Año  | Tipo              | Título                                    | Guionista     | Publicación                      |
| ---- | ----------------- | ----------------------------------------- | ------------- | -------------------------------- |
| 1984 | Historieta corta  | Sangre                                    | Corominas     | "Tintachina"                     |
| 1986 | Historieta corta  | Salvación                                 |               |                                  |
| 1986 | Historieta corta  | Cada pequeña cosa que ella hace es mágica |               | "Zona 84" 45                     |
| 1986 | Historieta corta  | La coleccionista de sueños                | Jesús Gil     | "Zona 84"                        |
| 1989 | Serie             | Tragaldabas                               | Corominas     | "Creepy" núm. 1-5, 7             |
| 1992 | Historieta corta  | Diosa                                     |               | "Cimoc" 131                      |
| 1993 | Historieta corta  | Cuando tus pies París                     | Jaime Vane    | "Cimoc" 143                      |
| 1993 | Serie             | Historias del circo                       | Jorge Zentner | "Co&Co"                          |
| 1999 | Monografía        | Eye Gray                                  | Corominas     | Planeta-DeAgostini               |
| 2004 | Serie (inacabada) | Dontar                                    |               |                                  |
| 2011 | Monografía        | Dorian Gray                               | Corominas     | Editions & Galerie Daniel Maghen |

### Ilustración
| Año  | Tipo     | Título                                               | Autor               | Editorial          |
| ---- | -------- | ---------------------------------------------------- | ------------------- | ------------------ |
| 2002 | Cubierta | Juego de tronos (Gigamesh Ficción, 14)               | George R. R. Martin | Ediciones Gigamesh |
| 2003 | Cubierta | Choque de reyes (Gigamesh Bolsillo)                  | George R. R. Martin | Ediciones Gigamesh |
| 2003 | Cubierta | Declara                                              | Tim Powers          | Ediciones Gigamesh |
| 2004 | Cubierta | El jardín de Suldrun                                 | Jack Vance          | Ediciones Gigamesh |
| 2004 | Cubierta | La perla verde                                       | Jack Vance          | Ediciones Gigamesh |
| 2004 | Cubierta | Madouc                                               | Jack Vance          | Ediciones Gigamesh |
| 2005 | Cubierta | Tormenta de espadas (Gigamesh Ficción, 32)           | George R. R. Martin | Ediciones Gigamesh |
| 2005 | Cubierta | Esencia oscura                                       | Tim Powers          | Ediciones Gigamesh |
| 2005 | Cubierta | Bosque Mitago                                        | Robert Holdstock    | Ediciones Gigamesh |
| 2007 | Cubierta | Tormenta de espadas (Gigamesh Bolsillo)              | George R. R. Martin | Ediciones Gigamesh |
| 2007 | Cubierta | Festín de cuervos (Gigamesh Ficción, 42)             | George R. R. Martin | Ediciones Gigamesh |
| 2010 | Cubierta | Las Puertas de Anubis                                | Tim Powers          | Ediciones Gigamesh |
| 2010 | Cubierta | En costas extrañas                                   | Tim Powers          | Ediciones Gigamesh |
| 2011 | Cubierta | Choque de reyes (Gigamesh Ficción)                   | George R. R. Martin | Ediciones Gigamesh |
| 2012 | Cubierta | Juego de tronos (Gigamesh Omnium, 1)                 | George R. R. Martin | Ediciones Gigamesh |
| 2012 | Cubierta | Danza de dragones (Gigamesh Ficción, 49)             | George R. R. Martin | Ediciones Gigamesh |
| 2012 | Cubierta | Refugio del viento                                   | George R. R. Martin | Ediciones Gigamesh |
| 2013 | Cubierta | Primer libro de Lankhmar: Fafhrd y el Ratonero Gris  | Fritz Leiber        | Ediciones Gigamesh |
| 2014 | Cubierta | La fuerza de su mirada                               | Tim Powers          | Ediciones Gigamesh |
| 2014 | Cubierta | Ocúltame entre las tumbas                            | Tim Powers          | Ediciones Gigamesh |
| 2014 | Cubierta | Tiempo de sembrar piedras                            | Tim Powers          | Ediciones Gigamesh |
| 2015 | Cubierta | Festín de cuervos (Gigamesh Omnium, 4)               | George R. R. Martin | Ediciones Gigamesh |
| 2015 | Cubierta | El caballero de los Siete Reinos                     | George R. R. Martin | Ediciones Gigamesh |
| 2015 | Cubierta | El mundo de hielo y fuego                            | George R. R. Martin | Ediciones Gigamesh |
| 2016 | Cubierta | Futuros perdidos                                     | Lisa Tuttle         | Ediciones Gigamesh |
| 2016 | Cubierta | Ejército nuevo modelo                                | Adam Roberts        | Ediciones Gigamesh |
| 2016 | Cubierta | Incrustados y otros delirios racionalistas           | Ian Watson          | Ediciones Gigamesh |
| 2017 | Cubierta | Kirinyaga                                            | Mike Resnick        | Ediciones Gigamesh |
| 2017 | Cubierta | La guerra de las salamandras (Gigamesh Omnium)       | Karel Čapek         | Ediciones Gigamesh |
| 2017 | Cubierta | Las estrellas, mi destino (Gigamesh Omnium)          | Alfred Bester       | Ediciones Gigamesh |
| 2018 | Cubierta | Jurgen                                               | James Branch Cabell | Ediciones Gigamesh |
| 2018 | Cubierta | Última ronda                                         | Tim Powers          | Ediciones Gigamesh |
| 2018 | Cubierta | Segundo libro de Lankhmar: Fafhrd y el Ratonero Gris | Fritz Leiber        | Ediciones Gigamesh |